# كيث غاري
كيث غاري (بالإنجليزية: Keith Gary)‏ هو لاعب كرة قدم أمريكية أمريكي، ولد في 14 سبتمبر 1959 في بيثيسدا في الولايات المتحدة.

## وصلات خارجية
- كيث غاري على موقع مرجع كرة القدم المحترفة.كوم (الإنجليزية)